# 81203 Полінезія
81203 Полінезія (81203 Polynesia) — астероїд головного поясу, відкритий 23 березня 2000 року.
Тіссеранів параметр щодо Юпітера — 3,327.